# Picture Me Broken
Picture Me Broken (abreviado como PMB) es un grupo musical estadounidense de hard rock y metalcore formado en Redwood City, California en 2005. La banda está compuesta por Layla Brooklyn Allman (vocales y teclados), Dante Phoenix (guitarra), Austin Dunn (bajo), Jimmy Strimpel (guitarra) y Connor Lung (batería).

## Historia
Picture Me Broken fue fundada en 2005 por la cantante Layla Brooklyn Allman y el bajista de Austin Dunn. Ambos se conocieron en la escuela y formaron el grupo musical a los 12 años. La banda se inspiró en grupos como Paramore, Flyleaf y Heart, todos los cuales tienen cantantes femeninas principales. Sus influencias musicales, sin embargo, son grupos como Blessthefall, Avenged Sevenfold, Before Their Eyes y Scary Kids Scaring Kids.
En el año 2009, la banda lanzó su primer EP, titulado Dearest (I'm So Sorry) EP, bajo el sello discográfico Megaforce Records, y la canción del mismo nombre contenida en el álbum apareció en el videojuego Rock Band 2 como contenido descargable. También hicieron su primera presentación en el Warped Tour en San Francisco en 2009 y fueron la banda de soporte de Saosin ese año. Por otra parte, en los MTV Video Music Awards del año 2009, el grupo ganó un premio como Mejor Artista Revelación, y ese mismo año, el grupo estuvo entre las 20 bandas más populares en el ranking del sitio web PureVolume.
En el 2010, Picture Me Broken lanzó su primer álbum de estudio, titulado Wide Awake bajo el sello discográfico Megaforce Records, el cual incluye canciones de su anterior EP y canciones inéditas. Ese año, el grupo se presentó en el SXSW de 2010.
Desde 2011, la formación del grupo es Layla Brooklyn Allman (vocales y teclados), Dante Phoenix (guitarra), Jimmy Strimpel (guitarra), Austin Dunn (bajo) y Connor Lung (batería).

## Discografía

### Álbumes de estudio
| Año  | Álbum                                                     |
| ---- | --------------------------------------------------------- |
| 2010 | Wide Awake - Lanzamiento: 2010 - Sello: Megaforce Records |

### EP
| Año  | Álbum                                                                 |
| ---- | --------------------------------------------------------------------- |
| 2009 | Dearest (I'm So Sorry) - Lanzamiento: 2009 - Sello: Megaforce Records |

## Premios y nominaciones
| Año  | Premio                      | Categoría                     | Trabajo nominado  | Resultado |
| ---- | --------------------------- | ----------------------------- | ----------------- | --------- |
| 2009 | MTV Video Music Awards 2009 | Best Breakout Bay Area Artist | Picture Me Broken | Ganador   |
| 2009 | PureVolume                  | Top 20 Unsigned Bands of 2009 | Picture Me Broken | Ganador   |

## Miembros
- Layla Brooklyn Allman - vocales y teclados
- Dante Phoenix - guitarra
- Jimmy Strimpel - guitarra
- Austin Dunn - bajo
- Connor Lung - batería

### Miembros anteriores
- Nick Loiacono - guitarra
- Will Escher - guitarra
- Eric Perkins – batería